# 덤불토끼
덤불토끼 또는 서부덤불토끼, 캘리포니아덤불토끼(Sylvilagus bachmani)는 토끼과에 속하는 포유류의 일종이다. 오리건주 컬럼비아 강부터 바하칼리포르니아반도의 남단에 이르는 북아메리카 서부 해안 지역에서 발견되는 솜꼬리토끼이다. 동쪽으로는 시에라네바다산맥의 동쪽 면과 캐스케이드산맥 지역까지 멀리 분포한다.

## 아종
| - S. b. bachmani - S. b. cinerascens - S. b. peninsularis - S. b. cerrosensis - S. b. ubericolor | - S. b. exiguus - S. b. mariposae - S. b. virgulti - S. b. howelli - S. b. macrorhinus | - S. b. riparius - S. b. tehamae - S. b. rosaphagus |